# Лабери, Луи
Луи́ Лабери́ (фр. Louis Labeyrie; род. 11 февраля 1992, Гонесс, Франция) — французский баскетболист, играющий на позиции тяжёлого форварда.

## Карьера
Лабери в 15 лет присоединился к учебному центру клуба «Фос Прованс». Первый свой профессиональный матч провёл в сезоне 2008/2009 в третьем дивизионе чемпионата Франции. В следующем сезоне клуб поднялся в НБЛ Про B, где Луи стал получать больше игрового времени.
В сезоне 2011/2012 Лабери присоединился к «Йер-Тулон Вар» как арендованный игрок. Он провёл за команду 30 игр в чемпионате Франции, набирая в среднем 9,1 очка и 6,5 подбора. По итогам сезона был признан 2-м самым прогрессирующим игроком и 3-м лучшим молодым игроком лиги.
В июле 2012 года Луи подписал контракт с «Пари-Леваллуа». В составе команды проводил на паркете мало времени, так как на его позиции была большая конкуренция. При этом, в первом своём сезоне за клуб стал обладателем Кубка Франции.

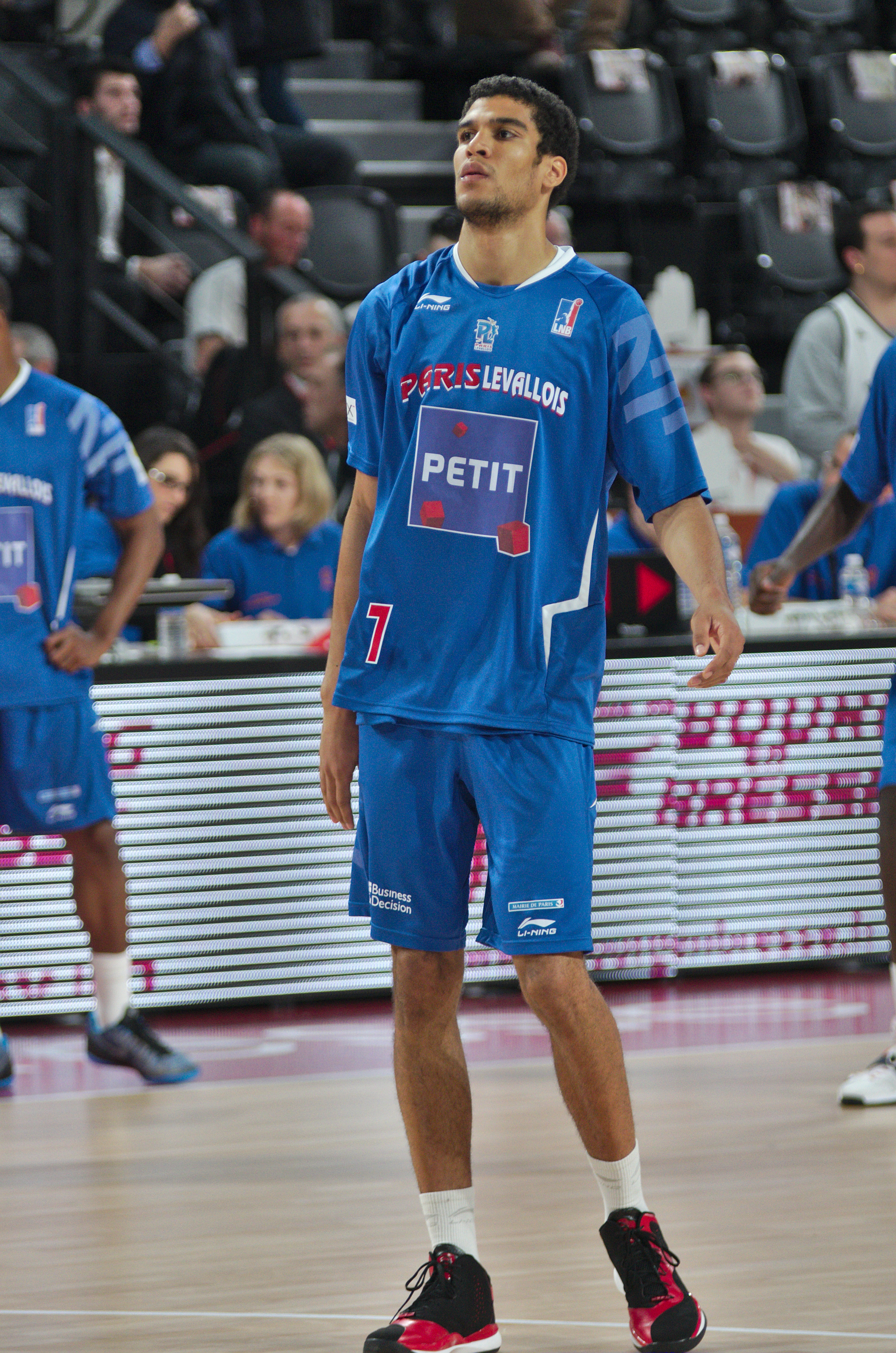
В составе «Пари-Леваллуа» (2014)

В 2014 году Лабери выставил свою кандидатуру на драфт НБА и был выбран под 57-м номером клубом «Индиана Пэйсерс». Чуть позже права на игрока были проданы в «Нью-Йорк Никс».
После драфта продолжил выступать за «Пари-Леваллуа», где так и не смог закрепиться в стартовой пятёрке. По итогам сезона 2016/2017 был признан лучшим шестым игроком чемпионата Франции. Его статистика составила 10,6 очка и 8,7 подбора в среднем за матч.
Начиная с 2015 года, Лабери три раза подряд принял участие в летней лиге НБА в составе «Нью-Йорк Никс». В общей сложности он провёл там 14 матчей.
В июле 2017 года Луи подписал контракт с клубом «Страсбур». В команде провёл один сезон и стал обладателем Кубка Франции. Помимо внутренних соревнований, принимал участие в матчах Лиги чемпионов, где попал в символическую пятёрку турнира.
В июле 2018 года Лабери стал игроком «Валенсии». В сезоне 2018/2019 вместо с командой стал обладателем Еврокубка. Его средняя статистика в турнире составила 6 очков и 4 подбора. В июле 2020 года Луи продлил контракт с «Валенсией».
В январе 2022 года, в результате трёхстороннего обмена, драфт-права на Луи Лабери перешли к «Лейкерс».
В июле 2022 года Лабери перешёл в УНИКС. В сезоне 2022/2023 Лабери стал чемпионом Единой лиги ВТБ и чемпионом России. В Суперкубке Единой лиги ВТБ Луи стал бронзовым призёром.
В июне 2023 года продлил контракт с УНИКСом.

## Сборная Франции
В 2008 году Лабери был вызван в юношескую сборную Франции (до 16 лет) для участия в чемпионате Европы. В 2012 году принял участие в чемпионате Европы для юношей до 20 лет. На том турнире сборная Франции заняла второе место, уступив в финале Литве (50:49).
Дебютировал за основную команду сборной Франции на Евробаскете-2017. В 2019 году в составе сборной стал бронзовым призёром чемпионата мира.

## Достижения

### Клубные
- Обладатель Кубка Франции (2): 2012/2013, 2017/2018
- Обладатель Еврокубка: 2018/2019
- Чемпион Единой лиги ВТБ: 2022/2023
- Чемпион России: 2022/2023
- Бронзовый призёр Суперкубка Единой лиги ВТБ: 2022
- Серебряный призёр Суперкубка Единой лиги ВТБ: 2024
- Серебряный призёр Единой лиги ВТБ: 2023/2024
- Серебряный призёр чемпионата России: 2023/2024

### Сборная Франции
- Серебряный призёр чемпионата Европы (до 20 лет): 2012
- Бронзовый призёр чемпионата мира: 2019